# 養老の星☆幸ちゃん
養老の星☆幸ちゃん（ようろうのほし こうちゃん、本名：佐竹 幸二〈さたけ こうじ〉、1963年8月25日 - ）は、岐阜県養老郡養老町在住の男性歌手である。地元団体に勤務する一般人であるが、下記の出来事により話題の人物となった。

## 経歴

### のど自慢への参加
2006年1月8日放送、『NHKのど自慢』（開催地：岐阜県大垣市）の18番目に登場。シャ乱Qの「いいわけ」を歌うも、鐘は2つで終わる。「養老町の星 幸ちゃん」はこの番組の収録を見にきた知人たちが掲げていた横断幕に書かれていた言葉だった。

### ナイトスクープ出演とその後
2006年4月28日放送（関西地区）、『探偵!ナイトスクープ』にて、『のど自慢』における幸ちゃんに衝撃を受けた視聴者からの調査依頼（依頼内容は「もう一度歌ってもらいたい」というもの）があり、北野誠による調査が行われた。
幸ちゃんは町内のホールを借り切り、『のど自慢』のバックバンドのメンバーがそのまま参加する形で「いいわけ」を歌った。そのメンバーらは、「幸ちゃんの歌は今でも記憶に残っているほど強烈なものであった」と語った。
さらに、7月14日放送『探偵!ナイトスクープ アカデミー大賞2006』において最優秀音楽賞を受賞し、スタジオ・ライブを敢行した。
8月31日、名古屋で行われたイベントにおいてゲスト出演し、シャ乱Qの「いいわけ」だけでなく、GLAYの「HOWEVER」、T-BOLANの「離したくはない」を熱唱した。
その後も、全国各地で依頼されるイベントやライブへの出演を行った。

### 全国区へ
9月9日放送、フジテレビ『めちゃ×2イケてるッ!』にて、岡村隆史扮する「こにしプロデューサー」が連れてきた「超大型マル秘素人」として登場、つんく♂を始めとするシャ乱Qメンバーと初の対面を果たし、本家との競演を果たした。つんくとのツインボーカルの形で「いいわけ」を熱唱した。
12月26日放送『NHKのど自慢・熱唱熱演名場面』において、後日談の特集が組まれた。爆笑パフォーマンス編で採り上げられ、前述の『めちゃイケ』出演時の映像も紹介されている。12月31日放送（関西地区）の『探偵!ナイトスクープVSクイズ!紳助くん』において再びスタジオで熱唱した。
2007年3月10日放送『NHKのど自慢チャンピオン大会』において、特別ゲスト3組の中の1人として出演・熱唱した。12月19日に発売された『ナイトスクープ』DVDではvol.5「養老の星 幸ちゃん篇」の一発目として収録された。
2008年1月14日、渋谷のHMVで行われた『ナイトスクープ』DVD発売記念イベントで生ライブを敢行。3月12日・4月2日・4月10日、このDVDに感銘を受けた東野幸治が司会をする『あらびき団』に出演する。
6月20日放送、『探偵ナイトスクープ 20周年記念グランドアカデミー大賞』において、ゲスト出演者であるつんくの目前にて「いいわけ」を披露した。
この時期にイベント出演依頼が殺到したことから、退職してプロ歌手への転業も検討していたが、北野誠の説得で思いとどまった。
2019年11月30日放送の「激レアさんを連れてきた。」に出演、これまでの一連の出来事を振り返った。

### 着うたでデビュー
2008年11月10日、着うた『いいわけ 養老の星☆幸ちゃんVer.』でデビューを果たし、着うたのレコ直演歌・歌謡曲部門のダウンロードチャートで1位を獲得。『ラジかるッ』、『めざましどようび』『笑っていいとも!』などに出演し、生歌を披露して宣伝を行い、12月3日リリースのシャ乱Qの20周年ベストアルバムの応援隊長となった。